# Lussac-les-Églises
Lussac-les-Églises är en kommun i departementet Haute-Vienne i regionen Nouvelle-Aquitaine i västra Frankrike. Kommunen ligger i kantonen Saint-Sulpice-les-Feuilles som tillhör arrondissementet Bellac. År 2022 hade Lussac-les-Églises 463 invånare.

## Befolkningsutveckling
Antalet invånare i kommunen Lussac-les-Églises
| Referens: INSEE |